# Daniel Marot
Pour les articles homonymes, voir Marot.
Daniel Marot, né à Paris en 1661 ou 1663, et mort le 4 juin 1752 à La Haye, est un architecte français naturalisé néerlandais en 1709.

## Biographie
Fils de Jean Marot, il est l’élève et le collaborateur de son père. Après la révocation de l’édit de Nantes, il passe dans la république des Provinces-Unies, devient architecte de Guillaume III d'Orange-Nassau, stathouder des provinces de Hollande, de Zélande, d'Utrecht, de Gueldre et de Overijssel, qui lui confie la décoration du palais Het Loo. À La Haye, en 1698, dans le complexe du Binnenhof, il réalise, assisté par James Parmentier, la salle des Trêves, destinée aux états généraux de Hollande. Il suit Guillaume III à Londres, lorsque la révolution porte ce prince sur le trône d’Angleterre. Après la mort du roi, Daniel Marot retourne en Hollande. On lui doit, en 1715, la maison Schuylenburgh à La Haye, la maison du comte de Wassenaer-Obdam (1717), et l'agrandissement de la Huis ten Bosch (1736), en particulier, la grande salle d’audience ; et la gravure qu’il en a faite sur une très grande feuille est un de ses ouvrages les plus recherchés.
Il publie, en 1712, à Amsterdam un Recueil d’architecture. On parle d’ailleurs de « style Marot ».
Son portrait a été gravé par Jacob Gole, in-folio.

## Galerie de travaux

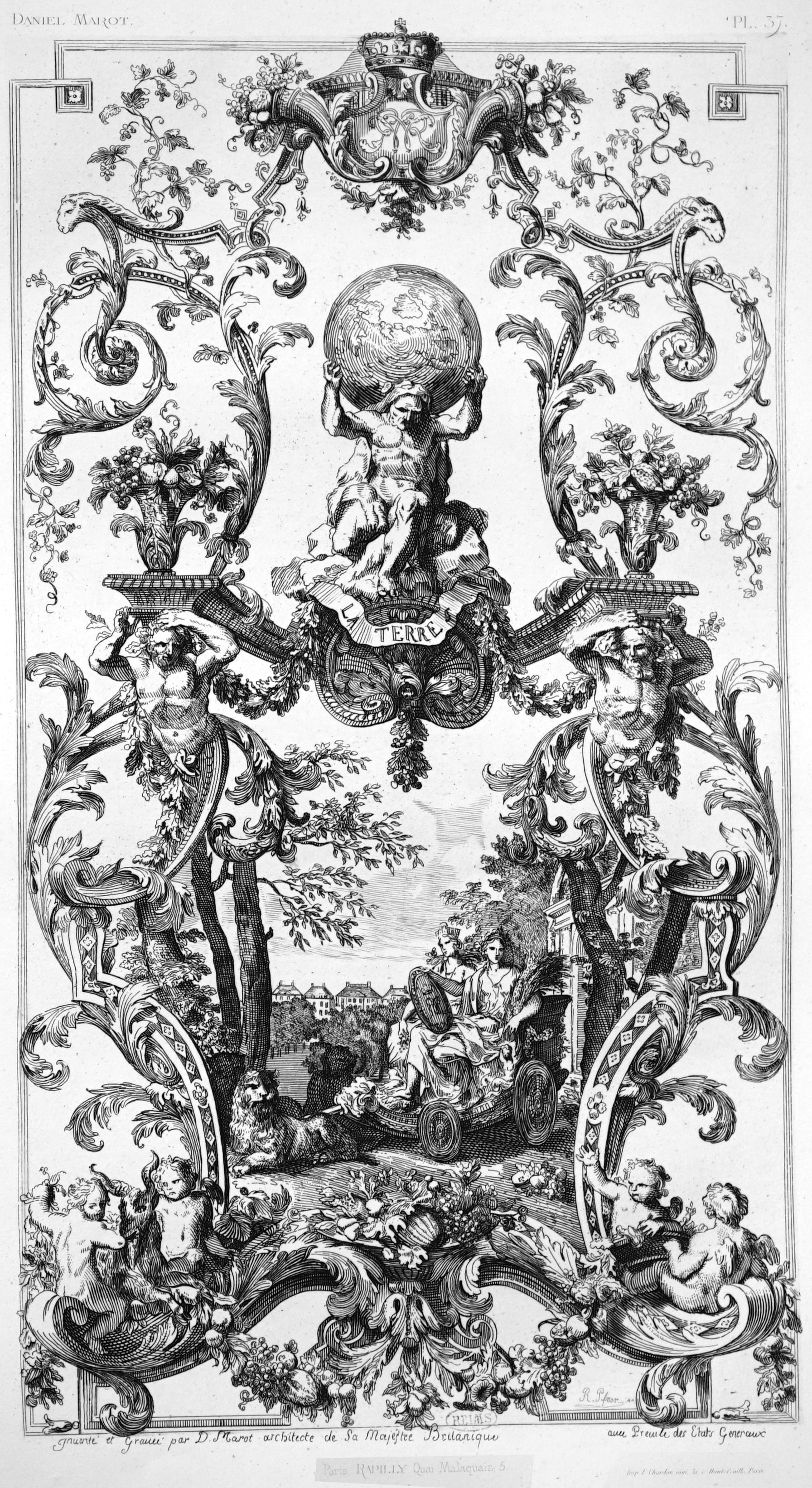
Terre, plafond et
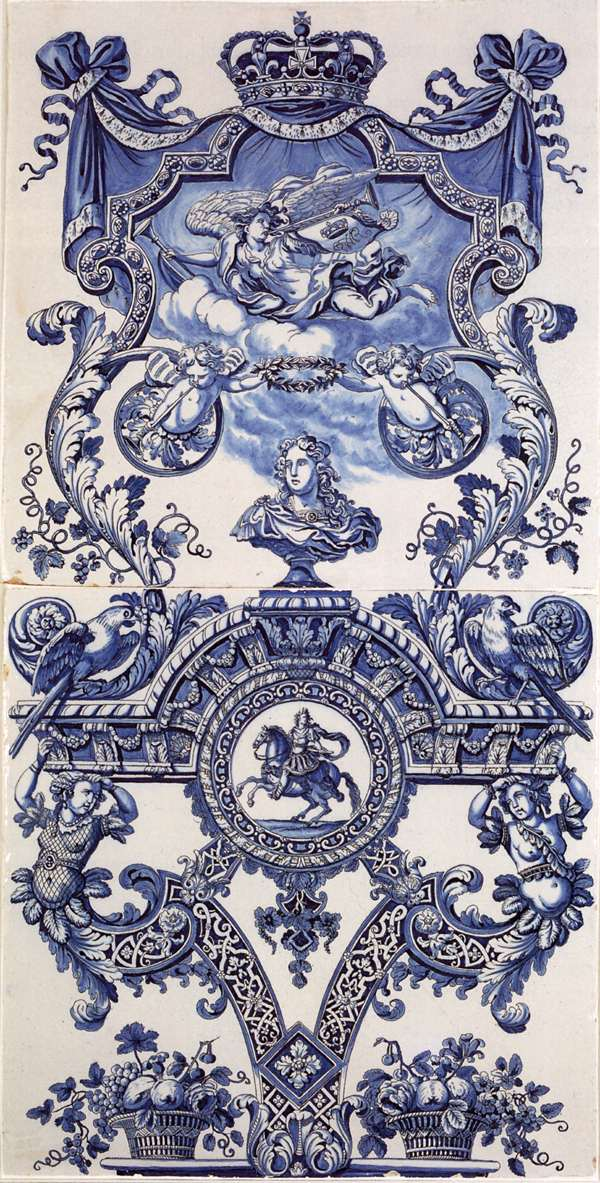
Delft de Marot pour Guillaume III.
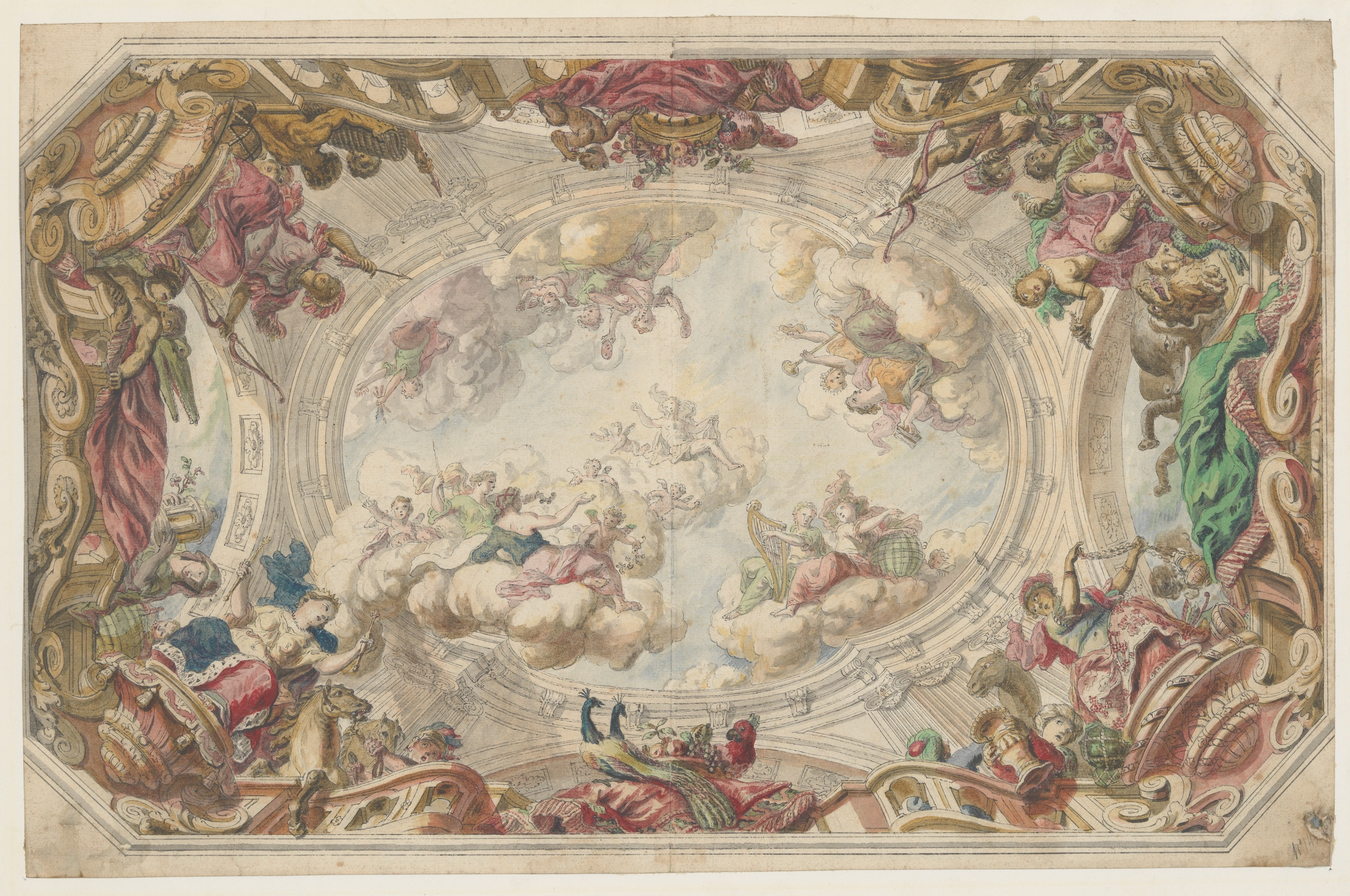
Dessin d'un plafond.
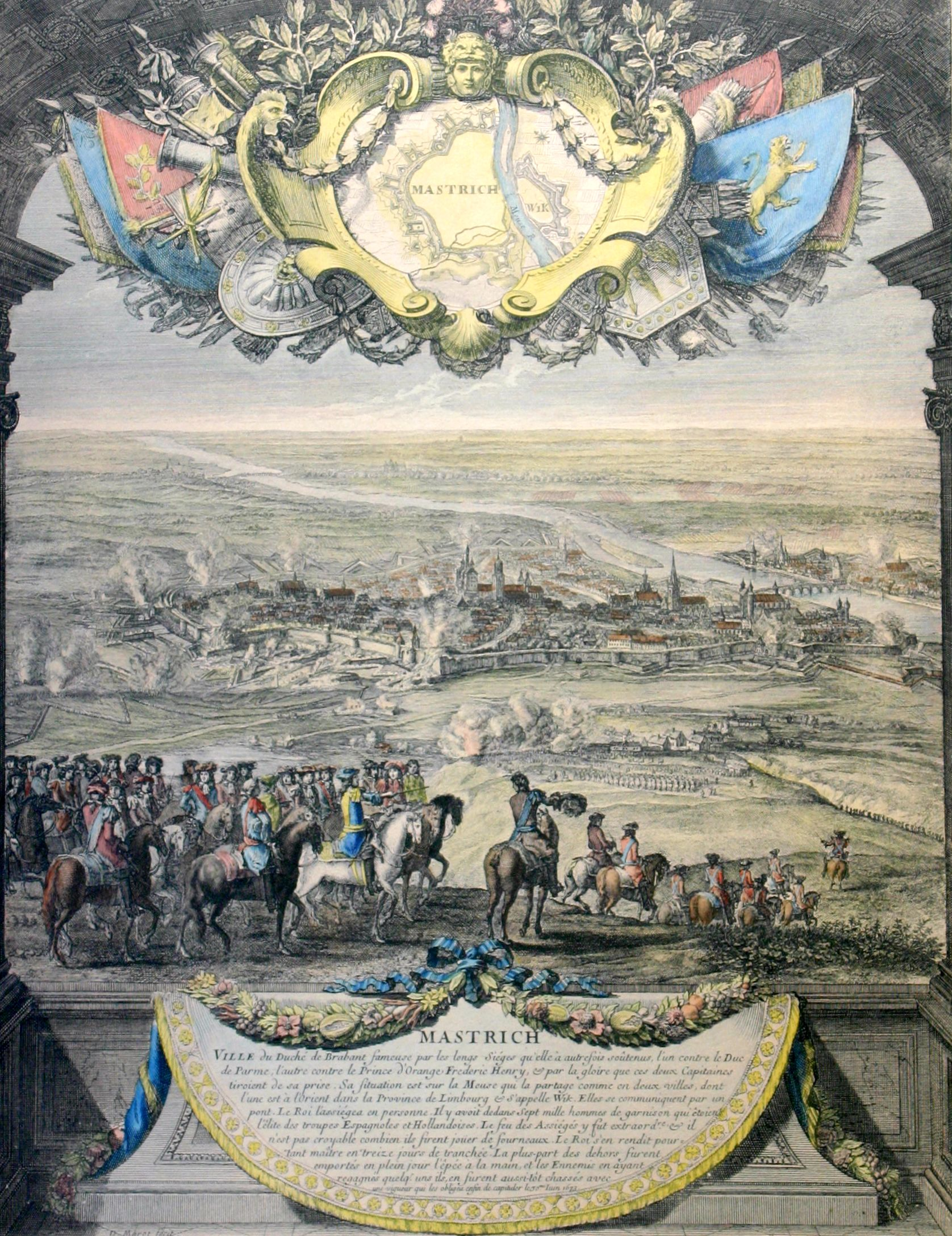
siège de Maastricht.

Publications : 
- Architecture française, ou Plans... des églises, palais, hôtels et maisons particulières de Paris... par Jean Marot et Marot fils par P.-J. Mariette.
- Dole, Grande et forte Ville ou le Parlement de la Comté de Bourgogne faisoit sa résidence... La ville se rendit le 6 juin 1674.
- Nouveaux livre de lembris de Revestement à Panneaux Par D. Marot, Amsterdam, 1712.

### Sources
- Ferdinand Höfer, Nouvelle Biographie générale, t. XXXIII, Paris, Firmin-Didot Frères, 1860, p. 932.
- E. Haag, La France protestante, t. vii, Paris, Joël Cherbuliez, 1857, p. 265-6.